# 阿久和川
阿久和川（あくわがわ）は、神奈川県横浜市西部を流れる二級河川。境川の支流である。全長は横浜市瀬谷区から戸塚区で柏尾川と合流するまでの5.44km、流域面積は約14km2。

## 地理
源流は瀬谷区の阿久和地区にある長屋門公園。神奈川県道401号瀬谷柏尾線と平行して南に流れ、戸塚区上矢部町で港南区から流れる平戸永谷川と合流して柏尾川に流れ込む。
泉区の岡津地区にある伊勢堰橋から、上矢部地区の名瀬川合流点までは、散歩道の整備がされている。
源流の瀬谷区三ツ境付近には鎌取池という灌漑池がかつてあった。2019年現在は埋め立てられたが、地元の農民が大蛇の化身の美女に鎌を取られたのが地名の由来であるという伝説がある。横浜市立瀬谷図書館では地元の民話として紙芝居を製作し、市民団体が上演するなどして語り継がれている。

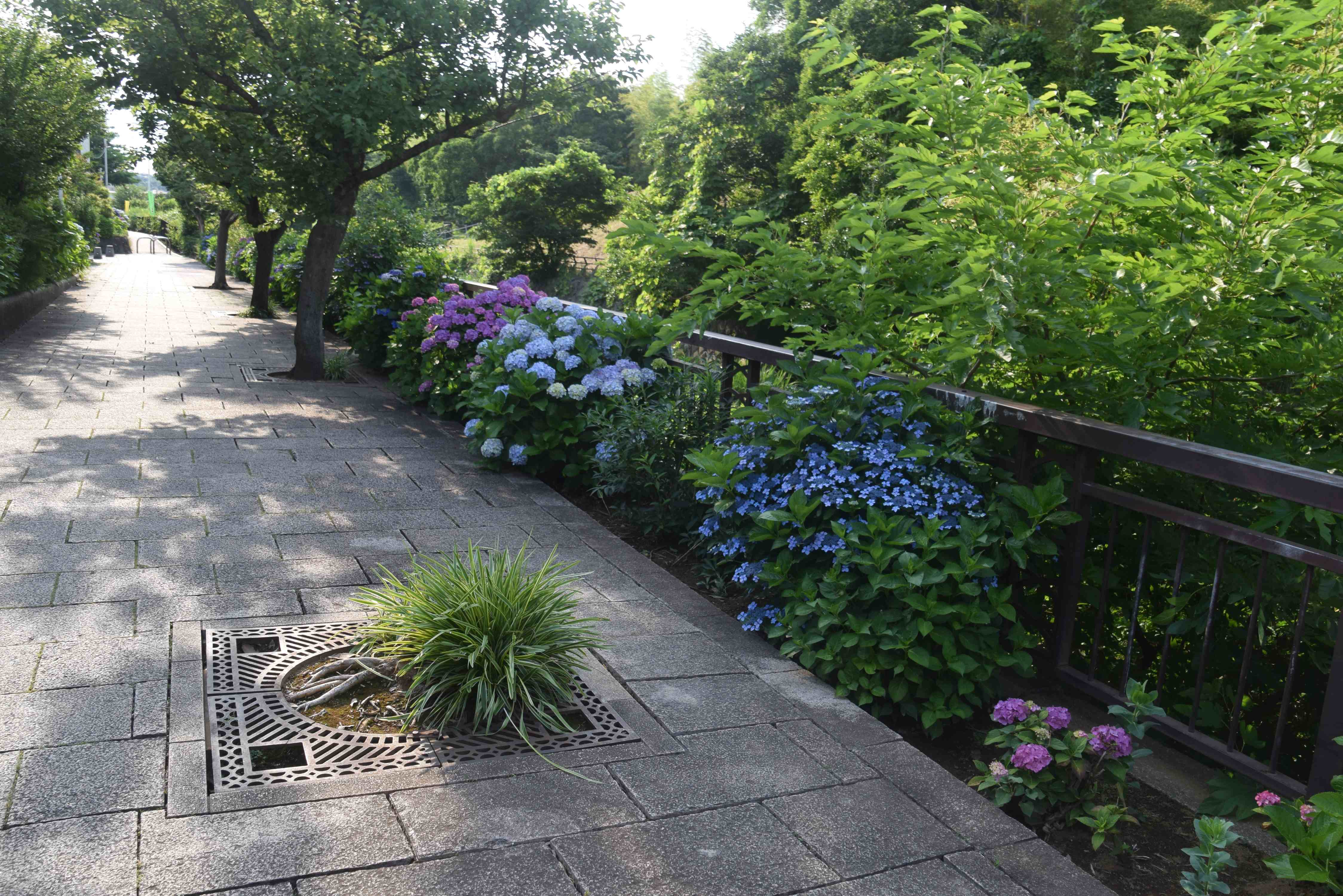
阿久和川下流の遊歩道
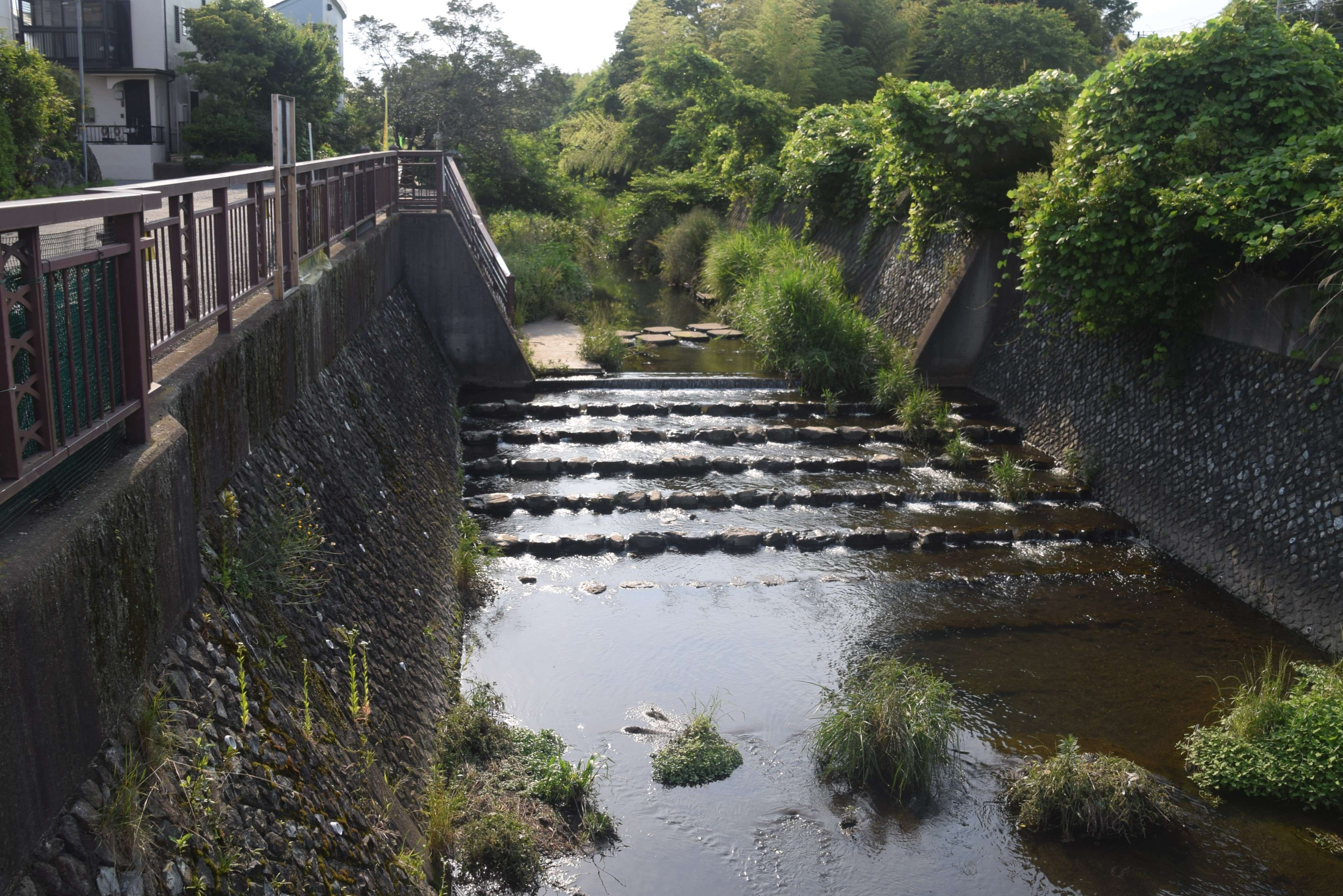
阿久和川は下流でも結構段差がある

## 流域の自治体
神奈川県
横浜市瀬谷区、泉区、戸塚区

## 支流
- 子易川
- 名瀬川(2級)